# Velle-le-Châtel
Velle-le-Châtel é uma comuna francesa na região administrativa de Borgonha-Franco-Condado, no departamento de Alto Sona. Estende-se por uma área de 3 km². Em 2010 a comuna tinha 134 habitantes (densidade: 44,7 hab./km²).